# Geomitridae
Geomitridae zijn een familie van weekdieren uit de klasse van de Gastropoda (slakken).

## Taxonomie
- Onderfamilie Geomitrinae C.R. Boettger, 1909
  - Geslacht Keraea Gude, 1911
  - Tribus Cochlicellini Schileyko, 1991
    - Geslacht Cochlicella A. Férussac, 1821
    - Geslacht Monilearia Mousson, 1872
    - Geslacht Obelus W. Hartmann, 1842
    - Geslacht Ripkeniella Hutterer & E. Gittenberger, 1998

  - Tribus Geomitrini C.R. Boettger, 1909
    - Geslacht Actinella R. T. Lowe, 1852
    - Geslacht Caseolus R. T. Lowe, 1852
    - Geslacht Craspedaria R. T. Lowe, 1852
    - Geslacht Discula R. T. Lowe, 1852
    - Geslacht Disculella Pilsbry, 1895
    - Geslacht Geomitra Swainson, 1840
    - Geslacht Heterostoma W. Hartmann, 1843
    - Geslacht Lemniscia R. T. Lowe, 1855
    - Geslacht  Moreletina Frias Martins, 2002
    - Geslacht Pseudocampylaea L. Pfeiffer, 1877
    - Geslacht Serratorotula Groh & Hemmen, 1986
    - Geslacht Spirorbula R. T. Lowe, 1852

  - Tribus Ponentinini Schileyko, 1991
    - Geslacht Ponentina P. Hesse, 1921
- Onderfamilie Helicellinae Ihering, 1909
  - Tribus Cernuellini Schileyko, 1991
    - Geslacht Alteniella Clerx & Gittenberger, 1977
    - Geslacht Cernuella Schlüter, 1838
    - Geslacht Microxeromagna Ortiz de Zárate López, 1950
    - Geslacht Xerosecta Monterosato, 1892

  - Tribus Helicellini Ihering, 1909
    - Geslacht Candidula Kobelt, 1871
    - Geslacht Helicella A. Férussac, 1821
    - Geslacht Xeroleuca Kobelt, 1877
    - Geslacht Xeroplexa Monterosato, 1892
    - Geslacht Xerotricha Monterosato, 1892

  - Tribus Helicopsini H. Nordsieck, 1987
    - Geslacht Helicopsis Fitzinger, 1833
    - Geslacht Pseudoxerophila Westerlund, 1879
    - Geslacht Xerolenta Monterosato, 1892
    - Geslacht Xeromunda Monterosato, 1892
    - Geslacht Xeropicta Monterosato, 1892

  - Tribus Plentuisini Razkin, Gómez-Moliner, Prieto, Martínez-Ortí, Arrébola, Muñoz, Chueca & Madeira, 2015
    - Geslacht Plentuisa Puente & Prieto, 1992

  - Tribus Trochoideini H. Nordsieck, 1987
    - Geslacht Trochoidea T. Brown, 1827
    - Geslacht Xerocrassa Monterosato, 1892